# Oksana Dragun
Oksana Dragun, född den 19 april 1981, är en vitrysk friidrottare som tävlar på 100 meter. 
Dragun största meriter är att hon ingick i det vitryska stafettlag på 4 x 100 meter som tog brons vid VM 2005 och vid EM 2006. Hon deltog även vid Olympiska sommarspelen 2008 där hon tävlade i stafett men laget tog sig inte vidare till finalen.

## Personliga rekord
- 100 meter - 11,28